# Guillem Colom

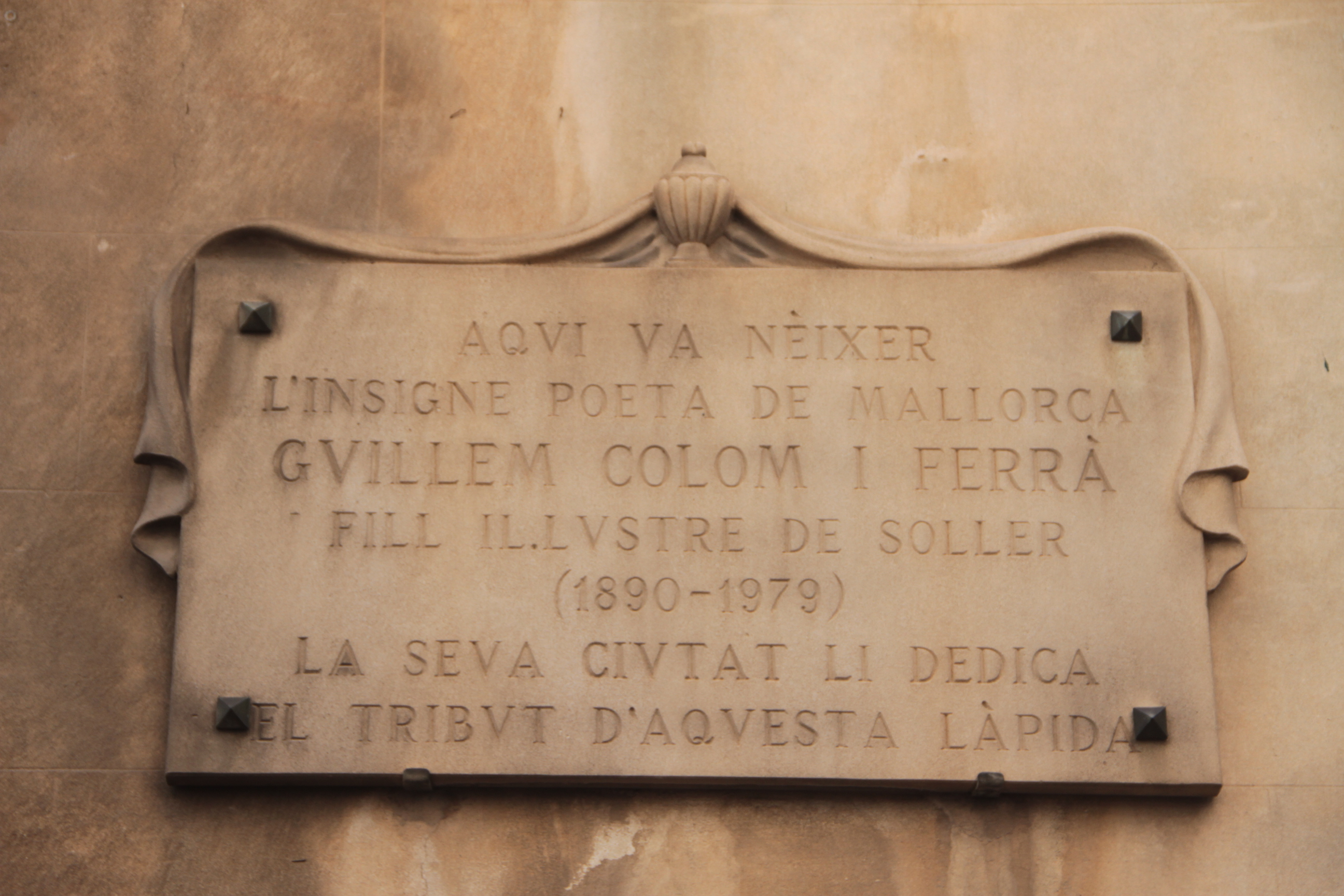
Lugar de nacimiento en la calle de Isabel II en Sóller

Guillem Colom Ferrà (Sóller, 1890 - Palma de Mallorca, 1979) fue un poeta, traductor, ensayista y dramaturgo español. Estudió humanidades y filosofía en el Seminario de Mallorca. En 1917 se licenció en letras en Barcelona, y defendió su tesis doctoral Ramon Llull y los orígenes de la literatura catalana en Valencia en 1962. Se dedicó a la enseñanza. Como poeta escribió mucho sobre Mallorca, sus tradiciones y su paisaje, y perteneció a la llamada Escuela Mallorquina. Además, participó y colaboró en diversos Juegos Florales, ganando varios premios.

## Obras
- 1956 Pedrís al sol i altres poemes
- 1957 La terra al cor
- 1969 Primavera d'hivern
- 1970 La cendra dels talaiots
- 1970 Oda a Pol·lentia
- 1972 L'agonia del camp i oda a la ciutat

Obras presentadas a los Juegos Florales de Barcelona
- 1916 Blancaflor.
- 1916 Himne a la muntanya.
- 1919 y 1923 El Cant del Cims.
- 1926 Ressorgiment.
- 1926 Brindis de Tardor.
- 1926 Vagant per la costa.
- 1930 En la naixença del primer fill.
- 1931 Natalici.
- 1931 L'amor triomfant.

## Premios
- 1956 Premio Ciudad de Palma-Joan Alcover de Poesía en Catalán por La terra al cor